# Anna Moffo
Anna Moffo (Wayne, 27 de junho de 1932 — 9 de março de 2006, Nova Iorque) foi uma soprano italo-americana, considerada uma
das melhores sopranos lírico-coloratura de sua geração, ativa principalmente na década de 1960. Durante seu apogeu, Moffo foi muito admirada pela pureza, agilidade, alcance e emoção de sua voz e sua grande beleza física.

## Biografia
Anna Moffo nasceu em Wayne, Pennsylvania, filhos italianos Nicola Moffo (um sapateiro) e Regina Cinti. Após graduar-se na Radnor High School, a ela foi oferecida a oportunidade para ir a Hollywood, onde acabou estudou no Instituto de Música Curtis na Filadélfia, com Eufemia Giannini-Gregory, irmã da soprano Dusolina Giannini. Em 1954, no programa escolar Fulbright, ela foi para a Itália para completar seus estudos na Academia Nacional de Santa Cecília, em Roma, onde ela foi aluna de Mercedes Llopart e Luigi Ricci. Moffo fez sua estreia operística oficial em 1955 como Norina em Don Pasquale. 
Logo após, ainda sem muita experiência e virtualmente desconhecida, ela teve a oportunidade de cantar o papel de Cio-Cio San em uma televisão italiana (RAI), em uma produção de Madama Butterfly de Giacomo Puccini. A produção foi ao ar em 24 de janeiro de 1956 e fez de Moffo uma sensação através de toda a Itália. Outras ofertas logo apareceram e ela apareceu em outras duas produções televisionadas no  mesmo ano, como Nannetta em Falstaff de Giuseppe Verdi e como Amina em La sonnambula de Vincenzo Bellini. Ela apareceu como Zerlina em Don Giovanni no Festival Aix-en-Provence e fez sua primeira gravação para a EMI como Nannetta, sob a batuta de Herbert von Karajan e como Musetta em La Bohème com Maria Callas, Giuseppe di Stefano e Rolando Panerai. No ano seguinte, em 1957, ela fez sua estreia na Ópera Estatal de Viena, no Festival de Salzburgo, no Teatro alla Scala de Milão e no Teatro San Carlo, em Nápoles.
Moffo retornou aos Estados Unidos para sua estreia como Mimi em La Bohème, ao lado de Jussi Björling na Ópera Lírica de Chicago, em 16 de outubro de 1957. Sua estreia no Metropolitan Opera House de Nova Iorque aconteceu em 14 de novembro de 1959 como Violetta em La traviata de Giuseppe Verdi. Ela apresentou-se no Metropolitan Opera durante dezessete temporadas em papéis como Lucia di Lammermoor, Adina em L'elisir d'amore, Gilda em Rigoletto, Liù em Turandot, Nedda em Pagliacci, Pamina em Die Zauberflöte, Julieta em Romeu e Julieta, Manon, Mélisande em Pelléas et Mélisande, entre outras.
No fim da década de 1950, ela gravou Susanna de Le nozze di Figaro de Wolfgang Amadeus Mozart, ao lado de Elisabeth Schwarzkopf e Giuseppe Taddei, conduzidos por Carlo Maria Giulini e recitais de Mozart com árias coloratura com a EMI e então tornou-se uma artista exclusiva da RCA Victor.
Moffo também foi convidada a apresentar-se na Ópera de São Francisco, onde ela fez sua estreia como Amina de La sonnambula, em primeiro de outubro de 1960. Durante esse período ela também fez diversas aparições na televisão americana, enquanto gozava do sucesso internacional, cantando nas maiores casas de ópera em todo o mundo (Estocolmo, Berlim, Monte Carlo, Cidade do México, Buenos Aires, etc.). Ela também fez sua estreia no Royal Opera House em Londres, como Gilda, em uma produção da ópera Rigoletto de Franco Zeffirelli, em 1964.
Moffo tinha uma popularidade particular na Itália e apresentava-se lá regularmente. Ela era a apresentadora do programa semanal na televisão italiana "The Anna Moffo Show", que foi ao ar de 1960 até 1973 e assim ela foi eleita uma das dez mulheres mais bonitas na Itália. Ela apareceu nos filmes das óperas La traviata (1968) e Lucia di Lammermoor (1971), ambos conduzidos pelo seu marido Mario Lanfranchi, como em outros filmes não-operísticos.
Com os trabalhos que exigiam muito da voz e sua exaustão psicológica, Moffo sofreu um grande prejuízo em sua voz em 1974, esse que ela nunca se recuperou. Assm ela teve que se aposentar em 1976, aparecendo-se esporadicamente. Sua última performance em uma ópera foi no Metropolitan Opera House em 1983, nas celebrações do centenário da casa, onde ela cantou a música "Will You Remember?" de Sigmun Romberg com o barítono Robert Merrill. Após sua aposentadoria, ela continuou seus trabalhos no mundo operístico, como Conselheira do Metropolitan Opera.

### Vida Pessoal
Moffo foi casada duas vezes. O primeiro casamento foi com o diretor Mario Lanfranchi, que aconteceu em 8 de dezembro de 1957. O casal se divorciou em 1972. Seu segundo casamento foi com o executivo da RCA, Robert Sarnoff, no dia 14 de novembro de 1974. Sarnoff morreu dia 22 de fevereiro de 1997.
Anna Moffo passou seus últimos anos de vida em Nova Iorque, onde ela morreu aos 73 anos de idade, após uma longa década de luta contra um câncer de mama.